# Lignes de bus Flexo de Grenoble
Les lignes de bus Flexo de Grenoble constituent une série de lignes que la société publique locale M TAG exploite dans l'agglomération grenobloise.

## Présentation
Dans le cadre de l'agrandissement de l'agglomération grenobloise en 2014 et de la mise en service de la ligne E du tramway, une nouvelle organisation du réseau de bus a été mise en place le 1er septembre 2014. Vingt-huit lignes « Flexo » assurent la desserte des zones les moins denses de l'agglomération ou des dessertes saisonnières. De nombreuses lignes fonctionnent sur réservation en heures creuses et de façon régulière en heures de pointe,.
Ces lignes ont remplacé au 1er septembre 2014 plusieurs « familles » de lignes d'avant cette date (entre parenthèses, les numéros adoptés après 2014) :
- Les lignes « Flexo » F0 , F1, F2, F55 et F56 (41, 43, 44, 55 et 56) ;
- La ligne « Proximo » P0 (42) ;
- Les navettes Le Rabot (40), Saint-Paul-de-Varces (46), Val d'Allières (47), Hauts de Seyssins (49) et Bois Français (57) ;
- La navette du soir Grésivaudan (58) ;
- Les « Proxi'Tag », lignes sur réservation, Reymure (45), Veurey-Actipole (52) et Noyarey (53) ;
- Les « Ami'bus », lignes sur réservation, Claix (48) et Sassenage (50) ;
- Les lignes Transisère transférées à la métropole lors de l'agrandissement de son territoire au 1er janvier 2014 : 3330 à 3333 (65 à 68), 6050 (69) et 7140 (62) ;
- La ligne régulière 54, qui conserve son indice ;
- La nouvelle ligne 51, par scission de l'ancienne ligne 56, l'autre partie devenant la ligne « Proximo » 20 ;
- Enfin, on retrouve des lignes entièrement nouvelles : 60, 61 et 63.

Elle circulent pour la plupart du lundi au dimanche avec une amplitude horaire de 6 h 30 à 20 h,. Certaines d'entre elles, desservent des cols de montagne comme la 55 et la 56 desservant le col de Clémencières, la 62 le col de Porte et la 44 le col de l'Arzelier, seul terminus du réseau à être situé en dehors du périmètre de la métropole.
Le 29 août 2015, la ligne de soirée 58 desservant La Tronche, Corenc et Meylan en soirée est supprimée, moins d'un an après sa création sous sa forme actuelle.
Le 29 août 2016 la ligne 64 est créée et la ligne 67 est modifiée lors de la refonte de la desserte d'Échirolles, adoptée par le SMTC en comité syndical le 28 avril 2016,.
Le 4 septembre 2017, dans le cadre de la restructuration du secteur Grand Sud, la ligne 69 reliant Saint-Martin-d'Hères à Vizille est remplacée par une ligne « Proximo », la 23, la ligne 65 est modifiée de façon à créer un tronc commun avec la ligne 67 au départ de Grenoble et deux nouvelles lignes 70 — qui dessert Montchaboud à la place de la ligne 65 — et 71 sont créées, portant à 29 le nombre de lignes Flexo.
Le 3 septembre 2018, dans le cadre de la seconde restructuration du secteur Grand Sud, les lignes 45 et 46 sont modifiées afin de desservir la cité scolaire de Varces-Allières-et-Risset et faciliter les correspondances avec les nouvelles lignes Proximo 25 et 26. À la même date, la ligne 51 est restructurée et absorbe la ligne 52 en totalité et la desserte de Noyarey de la ligne 53, ces deux lignes sont supprimées.
Le 18 juin 2018, un service de transport à la demande complémentaire nommé ChronoPro est mis en service pour desservir Notre-Dame-de-Mésage et Saint-Pierre-de-Mésage en rabattement sur Vizille.
À partir de l'été 2019, la desserte de la base de loisirs du Bois Français est reprise par la ligne « Proximo » 15 entraînant de facto la suppression de la ligne « Flexo » 57 en septembre 2018.
Le 1er septembre 2021, le service ChronoPro devient la ligne Flexo 72.
Le 2 janvier 2023 et 3 janvier 2023, un changement important à lieu sur la 56 et 61; la 59 et 73 sont créées.

## Lignes Flexo

### Lignes 40 à 49
| Ligne | Caractéristiques | Caractéristiques | Caractéristiques | Caractéristiques | Caractéristiques | Caractéristiques | Caractéristiques | Caractéristiques | Caractéristiques |
| 40    | Grenoble — Victor Hugo (Grenoble — Gares le dimanche soir) ⥋ Grenoble — Le Rabot | Grenoble — Victor Hugo (Grenoble — Gares le dimanche soir) ⥋ Grenoble — Le Rabot                                                                           | Grenoble — Victor Hugo (Grenoble — Gares le dimanche soir) ⥋ Grenoble — Le Rabot                                                                           | Grenoble — Victor Hugo (Grenoble — Gares le dimanche soir) ⥋ Grenoble — Le Rabot                                                                           | Grenoble — Victor Hugo (Grenoble — Gares le dimanche soir) ⥋ Grenoble — Le Rabot                                                                           | Grenoble — Victor Hugo (Grenoble — Gares le dimanche soir) ⥋ Grenoble — Le Rabot                                                                           | Grenoble — Victor Hugo (Grenoble — Gares le dimanche soir) ⥋ Grenoble — Le Rabot                                                                           | Grenoble — Victor Hugo (Grenoble — Gares le dimanche soir) ⥋ Grenoble — Le Rabot                                                                           | Grenoble — Victor Hugo (Grenoble — Gares le dimanche soir) ⥋ Grenoble — Le Rabot                                                                           |
| ----- | --- | --- | --- | --- | --- | --- | --- | --- | --- |
| 40    | Ouverture / Fermeture 1er septembre 2014 / — | Longueur — | Durée 9 à 15 min | Nb. d’arrêts 6 | Matériel Kutsenits TPRL | Jours de fonctionnement L, Ma, Me, J, V, S, D | Jour / Soir / Nuit / Fêtes O / O / N / O | Voy. / an — | Dépôt Échirolles (Philibert) |
| 40    | Desserte : - Villes et lieux desservis : Grenoble (Musée dauphinois, Cité universitaire du Rabot) - Stations et gares desservies : Victor Hugo (A et B). | | | | | | | | |
| 40    | Autre : - Arrêts non accessibles aux UFR : Maurice Gignoux, Musée dauphinois et Veyret. - Amplitudes horaires : La ligne fonctionne du lundi au vendredi de 6 h 55 à 20 h 40, le samedi de 9 h à 17 h 30 et les dimanches soir, fêtes et veilles de rentrée universitaire de 18 h 30 à 21 h 45 environ, avec un terminus déplacé à Gares. - Particularités : La ligne fonctionne sur réservation les samedis et durant les vacances scolaires toute la journée. - Date de dernière mise à jour : 11 septembre 2018. | | | | | | | | |
| 40    | Dernière actualisation : — | | | | | | | | |
| 41    | La Tronche — Grand Sablon ⥋ Corenc — La Garenne | La Tronche — Grand Sablon ⥋ Corenc — La Garenne | La Tronche — Grand Sablon ⥋ Corenc — La Garenne | La Tronche — Grand Sablon ⥋ Corenc — La Garenne | La Tronche — Grand Sablon ⥋ Corenc — La Garenne | La Tronche — Grand Sablon ⥋ Corenc — La Garenne | La Tronche — Grand Sablon ⥋ Corenc — La Garenne | La Tronche — Grand Sablon ⥋ Corenc — La Garenne | La Tronche — Grand Sablon ⥋ Corenc — La Garenne |
| 41    | Ouverture / Fermeture 1er septembre 2014 / — | Longueur — | Durée 19 min | Nb. d’arrêts 17 | Matériel Sprinter City 65 | Jours de fonctionnement L, Ma, Me, J, V, S | Jour / Soir / Nuit / Fêtes O / N / N / N | Voy. / an — | Dépôt Échirolles (Philibert) |
| 41    | Desserte : - Villes et lieux desservis : La Tronche (Hôpital Michallon), Meylan et Corenc (Mairie, Hauts de Corenc) - Stations et gares desservies : La Tronche - Grand Sablon (B). | | | | | | | | |
| 41    | Autre : - Arrêts non accessibles aux UFR : La Garenne, Rochasson, Providence, Corenc Village, La Corne d'Or, Monument, Charles Pajon, Mairie-Condamine, Corenc Mairie, Le Cèdre et La Carronnerie Basse et Pascal direction Corenc. - Amplitudes horaires : La ligne fonctionne du lundi au vendredi de 6 h 55 à 18 h 45 et le samedi de 7 h à 18 h 50 environ. - Particularités : La ligne fonctionne sur réservation du lundi au vendredi de 10 h à 15 h environ, les samedis et durant les vacances scolaires toute la journée. - Date de dernière mise à jour : 22 août 2018. | | | | | | | | |
| 41    | Dernière actualisation : — | | | | | | | | |
| 42    | La Tronche — Grand Sablon ⥋ Meylan — La Détourbe | La Tronche — Grand Sablon ⥋ Meylan — La Détourbe | La Tronche — Grand Sablon ⥋ Meylan — La Détourbe | La Tronche — Grand Sablon ⥋ Meylan — La Détourbe | La Tronche — Grand Sablon ⥋ Meylan — La Détourbe | La Tronche — Grand Sablon ⥋ Meylan — La Détourbe | La Tronche — Grand Sablon ⥋ Meylan — La Détourbe | La Tronche — Grand Sablon ⥋ Meylan — La Détourbe | La Tronche — Grand Sablon ⥋ Meylan — La Détourbe |
| 42    | Ouverture / Fermeture 1er septembre 2014 / — | Longueur — | Durée 21 à 33 min | Nb. d’arrêts 20 à 25 | Matériel Iveco Daily Acess GNV | Jours de fonctionnement L, Ma, Me, J, V, S, D | Jour / Soir / Nuit / Fêtes O / N / N / O | Voy. / an — | Dépôt Échirolles (Philibert) |
| 42    | Desserte : - Villes et lieux desservis : La Tronche (Hôpital Michallon) et Meylan (Collège Lionel Terray, Lycée du Grésivaudan, Gymnase du Haut-Meylan, Hauts de Meylan) - Stations et gares desservies : La Tronche - Grand Sablon (B). | | | | | | | | |
| 42    | Autre : - Arrêts non accessibles aux UFR : Pascal et La Carronnerie Basse direction Meylan, , Champ Rochas, Lionnel Terray, Revirée Sayettes vers Meylan, Hauts de Meylan, Champlars, Croix des Rameaux, Croix de Cibeins, Gué du Boutet, Pré Catlan, Montlivet, Saint-Victor, La Treille, Bérivière, Saint-Mury et La Détourbe. - Amplitudes horaires : La ligne fonctionne du lundi au vendredi de 6 h 50 à 19 h 55, les samedis, dimanches et fêtes de 7 h 30 à 19 h 30 environ. - Particularités : - La ligne fonctionne sur réservation les samedis, dimanches et fêtes toute la journée. - Aux heures de pointe, du matin vers Meylan et le soir vers Grand Sablon, des trajets directs sont assurés entre la Détourbe et les hauts de Meylan. - Date de dernière mise à jour : 29 juillet 2019. | | | | | | | | |
| 42    | Dernière actualisation : — | | | | | | | | |
| 43    | Gières — Gare - Universités (Gières — Le Chamandier à certains services en semaine) ⥋ Venon — Le Chapon | Gières — Gare - Universités (Gières — Le Chamandier à certains services en semaine) ⥋ Venon — Le Chapon                                                    | Gières — Gare - Universités (Gières — Le Chamandier à certains services en semaine) ⥋ Venon — Le Chapon                                                    | Gières — Gare - Universités (Gières — Le Chamandier à certains services en semaine) ⥋ Venon — Le Chapon                                                    | Gières — Gare - Universités (Gières — Le Chamandier à certains services en semaine) ⥋ Venon — Le Chapon                                                    | Gières — Gare - Universités (Gières — Le Chamandier à certains services en semaine) ⥋ Venon — Le Chapon                                                    | Gières — Gare - Universités (Gières — Le Chamandier à certains services en semaine) ⥋ Venon — Le Chapon                                                    | Gières — Gare - Universités (Gières — Le Chamandier à certains services en semaine) ⥋ Venon — Le Chapon                                                    | Gières — Gare - Universités (Gières — Le Chamandier à certains services en semaine) ⥋ Venon — Le Chapon                                                    |
| 43    | Ouverture / Fermeture 1er septembre 2014 / 2 janvier 2023 | Longueur — | Durée 19 (21) min | Nb. d’arrêts 13 (14) | Matériel Navigo 185 SH | Jours de fonctionnement L, Ma, Me, J, V, S | Jour / Soir / Nuit / Fêtes O / N / N / N | Voy. / an — | Dépôt Échirolles (Philibert) |
| 43    | Desserte : - Villes et lieux desservis : Gières (Collège Le Chamandier, Mairie) et Venon (Mairie) - Stations et gares desservies : Gare de Grenoble-Universités-Gières. | | | | | | | | |
| 43    | Autre : - Arrêts non accessibles aux UFR : Le Chapon, Le Reynet, Sous-Perroud, Le Perroud, Cul Froid, La Chênaie, Venon Mairie, La Ville, La Serralière, La Frênaie, La Faurie et Le Chamandier. - Amplitudes horaires : La ligne fonctionne du lundi au samedi de 6 h 45 à 19 h 20 environ. - Particularités : - La ligne fonctionne sur réservation en semaine en heures creuses, les samedis et vacances scolaires toute la journée . - À certaines heures en semaine en période scolaire, la ligne est prolongée à l'arrêt Le Chamandier, certains départs de cet arrêt ont pour terminus la gare de Gières. - Date de dernière mise à jour : 22 août 2018. | | | | | | | | |
| 43    | Dernière actualisation : — | | | | | | | | |
| 44    | Le Gua — Les Saillants ⥋ Le Gua — Prélenfrey Église / Château-Bernard — Col de l'Arzelier / Miribel-Lanchâtre — Le Vernay | Le Gua — Les Saillants ⥋ Le Gua — Prélenfrey Église / Château-Bernard — Col de l'Arzelier / Miribel-Lanchâtre — Le Vernay                                  | Le Gua — Les Saillants ⥋ Le Gua — Prélenfrey Église / Château-Bernard — Col de l'Arzelier / Miribel-Lanchâtre — Le Vernay                                  | Le Gua — Les Saillants ⥋ Le Gua — Prélenfrey Église / Château-Bernard — Col de l'Arzelier / Miribel-Lanchâtre — Le Vernay                                  | Le Gua — Les Saillants ⥋ Le Gua — Prélenfrey Église / Château-Bernard — Col de l'Arzelier / Miribel-Lanchâtre — Le Vernay                                  | Le Gua — Les Saillants ⥋ Le Gua — Prélenfrey Église / Château-Bernard — Col de l'Arzelier / Miribel-Lanchâtre — Le Vernay                                  | Le Gua — Les Saillants ⥋ Le Gua — Prélenfrey Église / Château-Bernard — Col de l'Arzelier / Miribel-Lanchâtre — Le Vernay                                  | Le Gua — Les Saillants ⥋ Le Gua — Prélenfrey Église / Château-Bernard — Col de l'Arzelier / Miribel-Lanchâtre — Le Vernay                                  | Le Gua — Les Saillants ⥋ Le Gua — Prélenfrey Église / Château-Bernard — Col de l'Arzelier / Miribel-Lanchâtre — Le Vernay                                  |
| 44    | Ouverture / Fermeture 1er septembre 2014 / — | Longueur — | Durée 15 à 25 min | Nb. d’arrêts 6 à 9 | Matériel Minibus | Jours de fonctionnement L, Ma, Me, J, V, S | Jour / Soir / Nuit / Fêtes O / N / N / N | Voy. / an — | Dépôt Vif (Keolis Porte des Alpes-Grindler) |
| 44    | Desserte : - Villes et lieux desservis : Le Gua (Mairie, Prélenfrey), Château-Bernard (Col de l'Arzelier) et Miribel-Lanchâtre (Mairie) - Stations et gares desservies : Aucune. | | | | | | | | |
| 44    | Autre : - Arrêts non accessibles aux UFR : Le Gua Mairie, Les Rossets, Saint-Barthélémy, La Charrière, Les Faures', Prélenfrey Église, L'Arzelier, Col de l'Arzelier, La Pierre, Cassoulet, Bayanne, Miribel et Le Vernay. - Amplitudes horaires : La ligne fonctionne du lundi au vendredi de 6 h 35 à 19 h 50 et le samedi de 8 h 5 à 20 h 10 environ. - Particularités : - La ligne fonctionne sur réservation en semaine en heures creuses, les samedis quasiment toute la journée et durant les vacances scolaires toute la journée. - Les deux branches, Le Vernay et Prélenfrey, sont desservies en alternance à raison d'un bus sur deux environ et la ligne est prolongée au col de l'Arzelier à certains services. - Date de dernière mise à jour : 22 août 2018.                            | | | | | | | | |
| 44    | Dernière actualisation : — | | | | | | | | |
| 45    | Varces-Allières-et-Risset — Rond-Point de l'Europe (Cité Scolaire à certains services) ⥋ Vif — La Valonne | Varces-Allières-et-Risset — Rond-Point de l'Europe (Cité Scolaire à certains services) ⥋ Vif — La Valonne                                                  | Varces-Allières-et-Risset — Rond-Point de l'Europe (Cité Scolaire à certains services) ⥋ Vif — La Valonne                                                  | Varces-Allières-et-Risset — Rond-Point de l'Europe (Cité Scolaire à certains services) ⥋ Vif — La Valonne                                                  | Varces-Allières-et-Risset — Rond-Point de l'Europe (Cité Scolaire à certains services) ⥋ Vif — La Valonne                                                  | Varces-Allières-et-Risset — Rond-Point de l'Europe (Cité Scolaire à certains services) ⥋ Vif — La Valonne                                                  | Varces-Allières-et-Risset — Rond-Point de l'Europe (Cité Scolaire à certains services) ⥋ Vif — La Valonne                                                  | Varces-Allières-et-Risset — Rond-Point de l'Europe (Cité Scolaire à certains services) ⥋ Vif — La Valonne                                                  | Varces-Allières-et-Risset — Rond-Point de l'Europe (Cité Scolaire à certains services) ⥋ Vif — La Valonne                                                  |
| 45    | Ouverture / Fermeture 1er septembre 2014 / — | Longueur — | Durée 19 (22) min | Nb. d’arrêts 21 (23) | Matériel Setra S 415 NF | Jours de fonctionnement L, Ma, Me, J, V, S | Jour / Soir / Nuit / Fêtes O / N / N / N | Voy. / an — | Dépôt Vif (Keolis Porte des Alpes-Grindler) |
| 45    | Desserte : - Villes et lieux desservis : Varces-Allières-et-Risset et Vif (École Reymure, ZA des Speyres) - Stations et gares desservies : Aucune. | | | | | | | | |
| 45    | Autre : - Arrêts non accessibles aux UFR : La Giraudière, Notre-Dame de Lachal, Berliognière, Balzac, Rozatière, Fontagneux, Malissolles, Le Gros Chêne, Le Refuge, Rue de la Sacristie, École Reymure, La Plaine, Jacobins, Le Petit Brion, Mas Garni, Allée des Ganges, ZA des Speyres, Rue de l'Espère et Rue du Nord. - Amplitudes horaires : La ligne fonctionne du lundi au vendredi de 6 h 40 à 19 h 10 et le samedi de 8 h 15 à 19 h 5 environ. - Particularités : La ligne fonctionne sur réservation en semaine en heures creuses, les samedis et durant les vacances scolaires toute la journée. - Date de dernière mise à jour : 17 septembre 2020. | | | | | | | | |
| 45    | Dernière actualisation : — | | | | | | | | |
| 46    | Varces-Allières-et-Risset — Rond-Point de l'Europe (Cité Scolaire à certains services) ⥋ Saint-Paul-de-Varces — Place | Varces-Allières-et-Risset — Rond-Point de l'Europe (Cité Scolaire à certains services) ⥋ Saint-Paul-de-Varces — Place                                      | Varces-Allières-et-Risset — Rond-Point de l'Europe (Cité Scolaire à certains services) ⥋ Saint-Paul-de-Varces — Place                                      | Varces-Allières-et-Risset — Rond-Point de l'Europe (Cité Scolaire à certains services) ⥋ Saint-Paul-de-Varces — Place                                      | Varces-Allières-et-Risset — Rond-Point de l'Europe (Cité Scolaire à certains services) ⥋ Saint-Paul-de-Varces — Place                                      | Varces-Allières-et-Risset — Rond-Point de l'Europe (Cité Scolaire à certains services) ⥋ Saint-Paul-de-Varces — Place                                      | Varces-Allières-et-Risset — Rond-Point de l'Europe (Cité Scolaire à certains services) ⥋ Saint-Paul-de-Varces — Place                                      | Varces-Allières-et-Risset — Rond-Point de l'Europe (Cité Scolaire à certains services) ⥋ Saint-Paul-de-Varces — Place                                      | Varces-Allières-et-Risset — Rond-Point de l'Europe (Cité Scolaire à certains services) ⥋ Saint-Paul-de-Varces — Place                                      |
| 46    | Ouverture / Fermeture 1er septembre 2014 / — | Longueur — | Durée 13 (16) min | Nb. d’arrêts 11 (13) | Matériel Crossway LE 13 m | Jours de fonctionnement L, Ma, Me, J, V, S | Jour / Soir / Nuit / Fêtes O / N / N / N | Voy. / an — | Dépôt Pont-de-Claix (Perraud) |
| 46    | Desserte : - Villes et lieux desservis : Varces-Allières-et-Risset et Saint-Paul-de-Varces (Mairie) - Stations et gares desservies : Aucune. | | | | | | | | |
| 46    | Autre : - Arrêts non accessibles aux UFR : Place, La Croix, La Garde, La Bascule, Le Poulat, Le Meignet, Chambord, La Pommeraie, Les Platanes, Rond-Point de l'Europe et La Giraudière. - Amplitudes horaires : La ligne fonctionne du lundi au vendredi de 6 h 50 à 19 h 10 et le samedi de 7 h 50 à 18 h 50 environ. - Particularités : La ligne fonctionne sur réservation en semaine à certaines heures, durant les vacances scolaires et le samedi toute la journée. - Date de dernière mise à jour : 22 janvier 2024. | | | | | | | | |
| 46    | Dernière actualisation : — | | | | | | | | |
| 47    | Claix — Val d'Allières ⥋ Varces-Allières-et-Risset — Risset | Claix — Val d'Allières ⥋ Varces-Allières-et-Risset — Risset                                                                                                | Claix — Val d'Allières ⥋ Varces-Allières-et-Risset — Risset                                                                                                | Claix — Val d'Allières ⥋ Varces-Allières-et-Risset — Risset                                                                                                | Claix — Val d'Allières ⥋ Varces-Allières-et-Risset — Risset                                                                                                | Claix — Val d'Allières ⥋ Varces-Allières-et-Risset — Risset                                                                                                | Claix — Val d'Allières ⥋ Varces-Allières-et-Risset — Risset                                                                                                | Claix — Val d'Allières ⥋ Varces-Allières-et-Risset — Risset                                                                                                | Claix — Val d'Allières ⥋ Varces-Allières-et-Risset — Risset                                                                                                |
| 47    | Ouverture / Fermeture 1er septembre 2014 / — | Longueur — | Durée 16 min | Nb. d’arrêts 17 | Matériel Crossway LE 10,8 m | Jours de fonctionnement L, Ma, Me, J, V, S | Jour / Soir / Nuit / Fêtes O / N / N / N | Voy. / an — | Dépôt Pont-de-Claix (Perraud) |
| 47    | Desserte : - Villes et lieux desservis : Claix (Boulodrome, École, Mairie, Collège Georges Pompidou) et Varces-Allières-et-Risset - Stations et gares desservies : Aucune. | | | | | | | | |
| 47    | Autre : - Arrêts non accessibles aux UFR : La Chanteraie, Bellevue, Les Taillis, Les Pampres, Les Roses, Boulodrome - École, Les Bauches, Pavillon et Risset. - Amplitudes horaires : La ligne fonctionne du lundi au vendredi de 6 h 30 à 19 h 25 et le samedi de 8 h à 19 h 15 environ. - Particularités : La ligne fonctionne sur réservation en semaine en heures creuses et les samedis toute la journée. - Date de dernière mise à jour : 22 janvier 2024. | | | | | | | | |
| 47    | Dernière actualisation : — | | | | | | | | |
| 48    | Claix — Pont Rouge ⥋ Claix — Cossey | Claix — Pont Rouge ⥋ Claix — Cossey | Claix — Pont Rouge ⥋ Claix — Cossey | Claix — Pont Rouge ⥋ Claix — Cossey | Claix — Pont Rouge ⥋ Claix — Cossey | Claix — Pont Rouge ⥋ Claix — Cossey | Claix — Pont Rouge ⥋ Claix — Cossey | Claix — Pont Rouge ⥋ Claix — Cossey | Claix — Pont Rouge ⥋ Claix — Cossey |
| 48    | Ouverture / Fermeture 1er septembre 2014 / — | Longueur — | Durée 16 min | Nb. d’arrêts 16 | Matériel Crossway LE 10,8 m | Jours de fonctionnement L, Ma, Me, J, V, S | Jour / Soir / Nuit / Fêtes O / N / N / N | Voy. / an — | Dépôt Pont-de-Claix (Perraud) |
| 48    | Desserte : - Villes et lieux desservis : Claix (Collège Georges Pompidou, Le Coteau) - Stations et gares desservies : Aucune. | | | | | | | | |
| 48    | Autre : - Arrêts non accessibles aux UFR : Cossey, Chemin de l'Abbé, Malhivert, La Croix Rolland, Beau Dunois, Les Chaumes, Vert Sapin, Les Pérouses, Moucherotte, Les Cimentiers, Le Coteau, La Balmette, Mémorial et Fond Ratel. - Amplitudes horaires : La ligne fonctionne du lundi au samedi de 7 h à 18 h 45 environ. - Particularités : La ligne fonctionne sur réservation en semaine en heures creuses, les samedis et durant les vacances scolaires toute la journée . - Date de dernière mise à jour : 22 janvier 2024. | | | | | | | | |
| 48    | Dernière actualisation : — | | | | | | | | |
| 49    | Seyssinet-Pariset — Cimetière (Seyssins — Le Prisme à certains services) ⥋ Seyssins — Clinique du Dauphiné (Clinique - Portail sur réservation le weekend) | Seyssinet-Pariset — Cimetière (Seyssins — Le Prisme à certains services) ⥋ Seyssins — Clinique du Dauphiné (Clinique - Portail sur réservation le weekend) | Seyssinet-Pariset — Cimetière (Seyssins — Le Prisme à certains services) ⥋ Seyssins — Clinique du Dauphiné (Clinique - Portail sur réservation le weekend) | Seyssinet-Pariset — Cimetière (Seyssins — Le Prisme à certains services) ⥋ Seyssins — Clinique du Dauphiné (Clinique - Portail sur réservation le weekend) | Seyssinet-Pariset — Cimetière (Seyssins — Le Prisme à certains services) ⥋ Seyssins — Clinique du Dauphiné (Clinique - Portail sur réservation le weekend) | Seyssinet-Pariset — Cimetière (Seyssins — Le Prisme à certains services) ⥋ Seyssins — Clinique du Dauphiné (Clinique - Portail sur réservation le weekend) | Seyssinet-Pariset — Cimetière (Seyssins — Le Prisme à certains services) ⥋ Seyssins — Clinique du Dauphiné (Clinique - Portail sur réservation le weekend) | Seyssinet-Pariset — Cimetière (Seyssins — Le Prisme à certains services) ⥋ Seyssins — Clinique du Dauphiné (Clinique - Portail sur réservation le weekend) | Seyssinet-Pariset — Cimetière (Seyssins — Le Prisme à certains services) ⥋ Seyssins — Clinique du Dauphiné (Clinique - Portail sur réservation le weekend) |
| 49    | Ouverture / Fermeture 1er septembre 2014 / — | Longueur — | Durée 7 (15) min | Nb. d’arrêts 12 (16) | Matériel Crossway LE 10,8 m | Jours de fonctionnement L, Ma, Me, J, V, S, D | Jour / Soir / Nuit / Fêtes O / N / N / O | Voy. / an — | Dépôt Pont-de-Claix (Perraud) |
| 49    | Desserte : - Villes et lieux desservis : Seyssinet-Pariset (Cimetière) et Seyssins (Collège Marc Sangnier, Village, Hauts de Seyssins, Clinique du Dauphiné) - Stations et gares desservies : Seyssins - Le Prisme (C). | | | | | | | | |
| 49    | Autre : - Arrêts non accessibles aux UFR : Beauvoir, Le Priou, Rue de la Lune et Clinique du Dauphiné. - Amplitudes horaires : La ligne fonctionne du lundi au vendredi de 6 h 35 à 19 h 25 et les samedis, dimanches et fêtes de 7 h 25 à 19 h 30 environ. - Particularités : La ligne fonctionne sur réservation à certaines heures le week-end avec en outre une desserte de l'arrêt Clinique - Portail. - Date de dernière mise à jour : 22 janvier 2024. | | | | | | | | |
| 49    | Dernière actualisation : — | | | | | | | | |

### Lignes 50 à 59
| Ligne | Caractéristiques | Caractéristiques | Caractéristiques | Caractéristiques | Caractéristiques | Caractéristiques | Caractéristiques | Caractéristiques | Caractéristiques |
| 50    | Fontaine — La Poya ⥋ Sassenage — Les Côtes | Fontaine — La Poya ⥋ Sassenage — Les Côtes | Fontaine — La Poya ⥋ Sassenage — Les Côtes | Fontaine — La Poya ⥋ Sassenage — Les Côtes | Fontaine — La Poya ⥋ Sassenage — Les Côtes | Fontaine — La Poya ⥋ Sassenage — Les Côtes | Fontaine — La Poya ⥋ Sassenage — Les Côtes | Fontaine — La Poya ⥋ Sassenage — Les Côtes | Fontaine — La Poya ⥋ Sassenage — Les Côtes |
| ----- | --- | --- | --- | --- | --- | --- | --- | --- | --- |
| 50    | Ouverture / Fermeture 1er septembre 2014 / — | Longueur — | Durée 16 min | Nb. d’arrêts 14 | Matériel Otokar Vectio U | Jours de fonctionnement L, Ma, Me, J, V, S | Jour / Soir / Nuit / Fêtes O / N / N / N | Voy. / an — | Dépôt Sassenage (Faure Vercors) |
| 50    | Desserte : - Villes et lieux desservis : Fontaine (Lycée Jacques Prévert) et Sassenage (Lycée R. Descheaux, Mairie, Château, Vieux Donjon) - Stations et gares desservies : Fontaine - La Poya (A). | | | | | | | | |
| 50    | Autre : - Arrêts non accessibles aux UFR : Les Côtes, Beaurevoir, Vieux Donjon, Mollard Pichon, Rivoire de la Dame, Les Parcs, Les Chênes et Blanc Fontaine. - Amplitudes horaires : La ligne fonctionne du lundi au samedi de 7 h 15 à 19 h 15 environ. - Particularités : La ligne fonctionne sur réservation à certaines heures en semaine et durant les vacances scolaires et le week-end toute la journée. - Date de dernière mise à jour : 22 janvier 2024. | | | | | | | | |
| 50    | Dernière actualisation : — | | | | | | | | |
| 51    | Veurey-Voroize — Le Châtelard ⥋ Saint-Égrève — Gare (Veurey-Voroize — La Rive à certains services en semaine) | Veurey-Voroize — Le Châtelard ⥋ Saint-Égrève — Gare (Veurey-Voroize — La Rive à certains services en semaine)                                                                                             | Veurey-Voroize — Le Châtelard ⥋ Saint-Égrève — Gare (Veurey-Voroize — La Rive à certains services en semaine)                                                                                             | Veurey-Voroize — Le Châtelard ⥋ Saint-Égrève — Gare (Veurey-Voroize — La Rive à certains services en semaine)                                                                                             | Veurey-Voroize — Le Châtelard ⥋ Saint-Égrève — Gare (Veurey-Voroize — La Rive à certains services en semaine)                                                                                             | Veurey-Voroize — Le Châtelard ⥋ Saint-Égrève — Gare (Veurey-Voroize — La Rive à certains services en semaine)                                                                                             | Veurey-Voroize — Le Châtelard ⥋ Saint-Égrève — Gare (Veurey-Voroize — La Rive à certains services en semaine)                                                                                             | Veurey-Voroize — Le Châtelard ⥋ Saint-Égrève — Gare (Veurey-Voroize — La Rive à certains services en semaine)                                                                                             | Veurey-Voroize — Le Châtelard ⥋ Saint-Égrève — Gare (Veurey-Voroize — La Rive à certains services en semaine)                                                                                             |
| 51    | Ouverture / Fermeture 1er septembre 2014 / — | Longueur — | Durée 22 (6) min | Nb. d’arrêts 21 (8) | Matériel Isuzu Grand Toro | Jours de fonctionnement L, Ma, Me, J, V, S | Jour / Soir / Nuit / Fêtes O / N / N / N | Voy. / an — | Dépôt Saint-Égrève (VFD) |
| 51    | Desserte : - Villes et lieux desservis : Veurey-Voroize (Châtelard, Chemin du Parc, Mairie), Noyarey (Mairie) et Saint-Égrève (Barrage, Cap 38) - Stations et gares desservies : Karben (E) et Gare de Saint-Égrève-Saint-Robert. | | | | | | | | |
| 51    | Autre : - Arrêts non accessibles aux UFR : Châtelard, Chemin du Parc, Les Marronniers, Petit Châtelard, Le Béryl, Veurey-Voroize Mairie. - Amplitudes horaires : La ligne fonctionne du lundi au samedi de 6 h 45 à 19 h 10 environ. - Particularités : - La ligne fonctionne sur réservation à certaines heures en semaine, durant les vacances scolaires et le samedi toute la journée. ** En semaine à certaines heures, la ligne est limitée à un trajet interne à Veurey, en correspondance avec la ligne Proximo 20. - Date de dernière mise à jour : 22 janvier 2024. | | | | | | | | |
| 51    | Dernière actualisation : — | | | | | | | | |
| 54    | Grenoble — Oxford ⥋ Sassenage — Les Engenières / Saint-Égrève — Pont de Vence | Grenoble — Oxford ⥋ Sassenage — Les Engenières / Saint-Égrève — Pont de Vence | Grenoble — Oxford ⥋ Sassenage — Les Engenières / Saint-Égrève — Pont de Vence | Grenoble — Oxford ⥋ Sassenage — Les Engenières / Saint-Égrève — Pont de Vence | Grenoble — Oxford ⥋ Sassenage — Les Engenières / Saint-Égrève — Pont de Vence | Grenoble — Oxford ⥋ Sassenage — Les Engenières / Saint-Égrève — Pont de Vence | Grenoble — Oxford ⥋ Sassenage — Les Engenières / Saint-Égrève — Pont de Vence | Grenoble — Oxford ⥋ Sassenage — Les Engenières / Saint-Égrève — Pont de Vence | Grenoble — Oxford ⥋ Sassenage — Les Engenières / Saint-Égrève — Pont de Vence |
| 54    | Ouverture / Fermeture 1er septembre 2014 / — | Longueur — | Durée 29 min | Nb. d’arrêts 17 | Matériel Solaris Urbino 10 | Jours de fonctionnement L, Ma, Me, J, V, S | Jour / Soir / Nuit / Fêtes O / N / N / N | Voy. / an — | Dépôt Saint-Égrève (VFD) |
| 54    | Desserte : - Villes et lieux desservis : Grenoble (Presqu'île, Polygone scientifique), Sassenage (ZI de l'Argentière, Complexe sportif, Tri postal, Château et Air liquide) et Saint-Égrève (Barrage, Cap 38, Vence Écoparc et Pont de Vence). - Stations et gares desservies : Oxford (B), Karben (E), Gare de Saint-Égrève-Saint-Robert et Pont de Vence (E). | | | | | | | | |
| 54    | Autre : - Arrêts non accessibles aux UFR : Chamechaude, Maladière vers Grenoble et François Blumet. - Amplitudes horaires : La ligne fonctionne du lundi au samedi de 6 h 35 à 18 h 55 environ. - Particularités : La ligne fonctionne sur réservation en heures creuses et le samedi toute la journée. - Date de dernière mise à jour : 22 janvier 2024. | | | | | | | | |
| 54    | Dernière actualisation : — | | | | | | | | |
| 55    | Saint-Martin-le-Vinoux — Hôtel de ville (Saint-Martin-le-Vinoux — Collège Chartreuse à certains services en semaine) ⥋ Saint-Martin-le-Vinoux — Col de Clémencières | Saint-Martin-le-Vinoux — Hôtel de ville (Saint-Martin-le-Vinoux — Collège Chartreuse à certains services en semaine) ⥋ Saint-Martin-le-Vinoux — Col de Clémencières                                       | Saint-Martin-le-Vinoux — Hôtel de ville (Saint-Martin-le-Vinoux — Collège Chartreuse à certains services en semaine) ⥋ Saint-Martin-le-Vinoux — Col de Clémencières                                       | Saint-Martin-le-Vinoux — Hôtel de ville (Saint-Martin-le-Vinoux — Collège Chartreuse à certains services en semaine) ⥋ Saint-Martin-le-Vinoux — Col de Clémencières                                       | Saint-Martin-le-Vinoux — Hôtel de ville (Saint-Martin-le-Vinoux — Collège Chartreuse à certains services en semaine) ⥋ Saint-Martin-le-Vinoux — Col de Clémencières                                       | Saint-Martin-le-Vinoux — Hôtel de ville (Saint-Martin-le-Vinoux — Collège Chartreuse à certains services en semaine) ⥋ Saint-Martin-le-Vinoux — Col de Clémencières                                       | Saint-Martin-le-Vinoux — Hôtel de ville (Saint-Martin-le-Vinoux — Collège Chartreuse à certains services en semaine) ⥋ Saint-Martin-le-Vinoux — Col de Clémencières                                       | Saint-Martin-le-Vinoux — Hôtel de ville (Saint-Martin-le-Vinoux — Collège Chartreuse à certains services en semaine) ⥋ Saint-Martin-le-Vinoux — Col de Clémencières                                       | Saint-Martin-le-Vinoux — Hôtel de ville (Saint-Martin-le-Vinoux — Collège Chartreuse à certains services en semaine) ⥋ Saint-Martin-le-Vinoux — Col de Clémencières                                       |
| 55    | Ouverture / Fermeture 30 juin 2014 / — | Longueur — | Durée 20 (26) min | Nb. d’arrêts 10 (14) | Matériel IVECO Daily Minibus | Jours de fonctionnement L, Ma, Me, J, V, S | Jour / Soir / Nuit / Fêtes O / N / N / N | Voy. / an — | Dépôt Saint-Égrève (VFD) |
| 55    | Desserte : - Villes et lieux desservis : Saint-Martin-le-Vinoux (Collège Chartreuse, Hôtel de ville, Col de Clémencières) - Stations et gares desservies : Saint-Martin-le-Vinoux - Hôtel de ville (E). | | | | | | | | |
| 55    | Autre : - Arrêts non accessibles aux UFR : Col de Clémencières, Ripaillère, Gatinet, La Buisseratière, La Rivoire, La Blanchardière, Narbonne, L'Hermitage, Canet, Clos Gérard Gruel, Clos Saint-Martin, 16 août 1944, Résistance et Collège Chartreuse. - Amplitudes horaires : La ligne fonctionne du lundi au samedi de 6 h 50 à 19 h 10 environ. - Particularités : - La ligne fonctionne sur réservation en heures creuses en semaine et les samedis et durant les vacances scolaires toute la journée. - En semaine en période scolaire, la ligne est prolongée au Collège Chartreuse. - Date de dernière mise à jour : 22 janvier 2024.                                                                      | | | | | | | | |
| 55    | Dernière actualisation : — | | | | | | | | |
| 56    | Grenoble — Casamaures - Village (Saint-Martin-le-Vinoux — Collège Chartreuse à certains services en semaine) ⥋ Saint-Martin-le-Vinoux — Col de Clémencières / Quaix-en-Chartreuse — La Cime de Mont-Quaix | Grenoble — Casamaures - Village (Saint-Martin-le-Vinoux — Collège Chartreuse à certains services en semaine) ⥋ Saint-Martin-le-Vinoux — Col de Clémencières / Quaix-en-Chartreuse — La Cime de Mont-Quaix | Grenoble — Casamaures - Village (Saint-Martin-le-Vinoux — Collège Chartreuse à certains services en semaine) ⥋ Saint-Martin-le-Vinoux — Col de Clémencières / Quaix-en-Chartreuse — La Cime de Mont-Quaix | Grenoble — Casamaures - Village (Saint-Martin-le-Vinoux — Collège Chartreuse à certains services en semaine) ⥋ Saint-Martin-le-Vinoux — Col de Clémencières / Quaix-en-Chartreuse — La Cime de Mont-Quaix | Grenoble — Casamaures - Village (Saint-Martin-le-Vinoux — Collège Chartreuse à certains services en semaine) ⥋ Saint-Martin-le-Vinoux — Col de Clémencières / Quaix-en-Chartreuse — La Cime de Mont-Quaix | Grenoble — Casamaures - Village (Saint-Martin-le-Vinoux — Collège Chartreuse à certains services en semaine) ⥋ Saint-Martin-le-Vinoux — Col de Clémencières / Quaix-en-Chartreuse — La Cime de Mont-Quaix | Grenoble — Casamaures - Village (Saint-Martin-le-Vinoux — Collège Chartreuse à certains services en semaine) ⥋ Saint-Martin-le-Vinoux — Col de Clémencières / Quaix-en-Chartreuse — La Cime de Mont-Quaix | Grenoble — Casamaures - Village (Saint-Martin-le-Vinoux — Collège Chartreuse à certains services en semaine) ⥋ Saint-Martin-le-Vinoux — Col de Clémencières / Quaix-en-Chartreuse — La Cime de Mont-Quaix | Grenoble — Casamaures - Village (Saint-Martin-le-Vinoux — Collège Chartreuse à certains services en semaine) ⥋ Saint-Martin-le-Vinoux — Col de Clémencières / Quaix-en-Chartreuse — La Cime de Mont-Quaix |
| 56    | Ouverture / Fermeture 30 juin 2014 / — | Longueur — | Durée 21 (25) min | Nb. d’arrêts 12 (13) | Matériel IVECO Daily Minibus | Jours de fonctionnement L, Ma, Me, J, V, S | Jour / Soir / Nuit / Fêtes O / N / N / N | Voy. / an — | Dépôt Saint-Égrève (VFD) |
| 56    | Desserte : - Villes et lieux desservis : Grenoble (Casamaures, Esplanade), Saint-Martin-le-Vinoux (Collège Chartreuse, Col de Clémencières) et Quaix-en-Chartreuse (Mairie, École, Centre aéré, Mont-Quaix) - Stations et gares desservies : Casamaures - Village (E). | | | | | | | | |
| 56    | Autre : - Arrêts non accessibles aux UFR : La Cime de Mont-Quaix, Fontvieille, Mont-Quaix, Bas de Mont-Quaix, Sous la Frette, Roudier, Col de Clémencières, Levetière, Lachal, Mas Caché, La Gomma, Hôtel Bellevue, Les Combes, Le Reposoir, Les Fauvettes, Place du Village, 16 août 1944, Résistance et Collège Chartreuse. - Amplitudes horaires : La ligne fonctionne du lundi au samedi de 7 h 20 à 19 h 25 environ. - Particularités : - La ligne fonctionne sur réservation en heures creuses en semaine et les samedis et durant les vacances scolaires toute la journée. - En semaine en période scolaire, la ligne est prolongée au Collège Chartreuse. - Date de dernière mise à jour : 22 janvier 2024. | | | | | | | | |
| 56    | Dernière actualisation : — | | | | | | | | |
| 59    | Gières — Gare - Universités (Gières — Le Chamandier à certains services en semaine) ⥋ Venon — Le Chapon / Saint-Martin-d'Uriage — La Ronzière | Gières — Gare - Universités (Gières — Le Chamandier à certains services en semaine) ⥋ Venon — Le Chapon / Saint-Martin-d'Uriage — La Ronzière                                                             | Gières — Gare - Universités (Gières — Le Chamandier à certains services en semaine) ⥋ Venon — Le Chapon / Saint-Martin-d'Uriage — La Ronzière                                                             | Gières — Gare - Universités (Gières — Le Chamandier à certains services en semaine) ⥋ Venon — Le Chapon / Saint-Martin-d'Uriage — La Ronzière                                                             | Gières — Gare - Universités (Gières — Le Chamandier à certains services en semaine) ⥋ Venon — Le Chapon / Saint-Martin-d'Uriage — La Ronzière                                                             | Gières — Gare - Universités (Gières — Le Chamandier à certains services en semaine) ⥋ Venon — Le Chapon / Saint-Martin-d'Uriage — La Ronzière                                                             | Gières — Gare - Universités (Gières — Le Chamandier à certains services en semaine) ⥋ Venon — Le Chapon / Saint-Martin-d'Uriage — La Ronzière                                                             | Gières — Gare - Universités (Gières — Le Chamandier à certains services en semaine) ⥋ Venon — Le Chapon / Saint-Martin-d'Uriage — La Ronzière                                                             | Gières — Gare - Universités (Gières — Le Chamandier à certains services en semaine) ⥋ Venon — Le Chapon / Saint-Martin-d'Uriage — La Ronzière                                                             |
| 59    | Ouverture / Fermeture 2 janvier 2023 / — | Longueur — | Durée 51 (53) min | Nb. d’arrêts 32 (33) | Matériel Navigo 185 SH | Jours de fonctionnement L, Ma, Me, J, V, S | Jour / Soir / Nuit / Fêtes O / N / N / N | Voy. / an — | Dépôt Échirolles (Philibert) |
| 59    | Desserte : - Villes et lieux desservis : Gières (Collège Le Chamandier, Mairie) et Venon (Mairie) et Saint-Martin-d'Uriage - Stations et gares desservies : Gare de Grenoble-Universités-Gières. | | | | | | | | |
| 59    | Autre : - Arrêts non accessibles aux UFR : Le Chapon, Le Reynet, Sous-Perroud, Le Perroud, Cul Froid, La Chênaie, Venon Mairie, La Ville, La Serralière, La Frênaie, La Faurie et Le Chamandier. - Amplitudes horaires : La ligne fonctionne du lundi au samedi de 6 h 45 à 19 h 20 environ. - Particularités : - La ligne fonctionne sur réservation en semaine en heures creuses, les samedis et vacances scolaires toute la journée . - À certaines heures en semaine en période scolaire, la ligne est prolongée à l'arrêt Le Chamandier, certains départs de cet arrêt ont pour terminus la gare de Gières. - Date de dernière mise à jour : 4 janvier 2023.                                                   | | | | | | | | |
| 59    | Dernière actualisation : — | | | | | | | | |

### Lignes 60 à 69
| Ligne | Caractéristiques | Caractéristiques | Caractéristiques | Caractéristiques | Caractéristiques | Caractéristiques | Caractéristiques | Caractéristiques | Caractéristiques |
| 60    | Saint-Égrève — Muret ⥋ Proveysieux — Planfay Haut | Saint-Égrève — Muret ⥋ Proveysieux — Planfay Haut | Saint-Égrève — Muret ⥋ Proveysieux — Planfay Haut | Saint-Égrève — Muret ⥋ Proveysieux — Planfay Haut | Saint-Égrève — Muret ⥋ Proveysieux — Planfay Haut | Saint-Égrève — Muret ⥋ Proveysieux — Planfay Haut | Saint-Égrève — Muret ⥋ Proveysieux — Planfay Haut | Saint-Égrève — Muret ⥋ Proveysieux — Planfay Haut | Saint-Égrève — Muret ⥋ Proveysieux — Planfay Haut |
| ----- | --- | --- | --- | --- | --- | --- | --- | --- | --- |
| 60    | Ouverture / Fermeture 1er septembre 2014 / — | Longueur — | Durée 40 min | Nb. d’arrêts 16 | Matériel IVECO Daily Minibus Isuzu Turquoise | Jours de fonctionnement L, Ma, Me, J, V, S | Jour / Soir / Nuit / Fêtes O / N / N / N | Voy. / an — | Dépôt Saint-Égrève (VFD) |
| 60    | Desserte : - Villes et lieux desservis : Saint-Égrève (Muret, Collège Barnave) et Proveysieux (Village, Mairie, Pont du Gua) - Stations et gares desservies : Muret (E). | | | | | | | | |
| 60    | Autre : - Arrêts non accessibles aux UFR : Planfay Haut, Planfay Bas, Pommarey, Pommarey Bas,Savoyardière, Pont du Gua, Proveysieux Village, La Chiaise, Le Mollard, Garcinière, Bellevue, Champy, Chemin Vert, Collège Barnave et Chemin Fiancey. - Amplitudes horaires : La ligne fonctionne du lundi au vendredi de 7 h 15 à 18 h 45 et le samedi de à partir de 7 h environ. - Particularités : La ligne fonctionne sur réservation en heures creuses en semaine et les samedis et durant les vacances scolaires toute la journée. - Date de dernière mise à jour : 22 janvier 2024. | | | | | | | | |
| 60    | Dernière actualisation : — | | | | | | | | |
| 61    | Saint-Égrève — Muret ⥋ Quaix-en-Chartreuse — Village | Saint-Égrève — Muret ⥋ Quaix-en-Chartreuse — Village | Saint-Égrève — Muret ⥋ Quaix-en-Chartreuse — Village | Saint-Égrève — Muret ⥋ Quaix-en-Chartreuse — Village | Saint-Égrève — Muret ⥋ Quaix-en-Chartreuse — Village | Saint-Égrève — Muret ⥋ Quaix-en-Chartreuse — Village | Saint-Égrève — Muret ⥋ Quaix-en-Chartreuse — Village | Saint-Égrève — Muret ⥋ Quaix-en-Chartreuse — Village | Saint-Égrève — Muret ⥋ Quaix-en-Chartreuse — Village |
| 61    | Ouverture / Fermeture 1er septembre 2014 / — | Longueur — | Durée 38 min | Nb. d’arrêts 19 | Matériel IVECO Daily Minibus Isuzu Turquoise | Jours de fonctionnement L, Ma, Me, J, V, S | Jour / Soir / Nuit / Fêtes O / N / N / N | Voy. / an — | Dépôt Saint-Égrève (VFD) |
| 61    | Desserte : - Villes et lieux desservis : Saint-Égrève (Muret, Collège Barnave) et Quaix-en-Chartreuse (Mairie, École, Centre aéré) - Stations et gares desservies : Muret (E). | | | | | | | | |
| 61    | Autre : - Arrêts non accessibles aux UFR : Quaix-en-Chartreuse Village, Quaix-en-Chartreuse Place, Le Bas de Petesset, Le Barbet, Route de Saint-Égrève, Le Bas de Quaix, Grange Haute, Champy, Chemin Vert, Collège Barnave et Chemin Fiancey. - Amplitudes horaires : La ligne fonctionne du lundi au vendredi de 7 h à 19 h 5 environ. - Particularités : - La ligne fonctionne sur réservation en heures creuses en semaine et les samedis et durant les vacances scolaires toute la journée. - Les services sur réservation ne desservent pas le collège Barnave. - Date de dernière mise à jour : 22 janvier 2024.                                                                              | | | | | | | | |
| 61    | Dernière actualisation : — | | | | | | | | |
| 62    | Grenoble — Notre-Dame - Musée (Meylan — Lycée du Grésivaudan - Bachais du lundi au vendredi en période scolaire) ⥋ Sarcenas — Pont du Croz (Sarcenas — Guilletière / Sarcenas — Col de Porte le week-end) | Grenoble — Notre-Dame - Musée (Meylan — Lycée du Grésivaudan - Bachais du lundi au vendredi en période scolaire) ⥋ Sarcenas — Pont du Croz (Sarcenas — Guilletière / Sarcenas — Col de Porte le week-end) | Grenoble — Notre-Dame - Musée (Meylan — Lycée du Grésivaudan - Bachais du lundi au vendredi en période scolaire) ⥋ Sarcenas — Pont du Croz (Sarcenas — Guilletière / Sarcenas — Col de Porte le week-end) | Grenoble — Notre-Dame - Musée (Meylan — Lycée du Grésivaudan - Bachais du lundi au vendredi en période scolaire) ⥋ Sarcenas — Pont du Croz (Sarcenas — Guilletière / Sarcenas — Col de Porte le week-end) | Grenoble — Notre-Dame - Musée (Meylan — Lycée du Grésivaudan - Bachais du lundi au vendredi en période scolaire) ⥋ Sarcenas — Pont du Croz (Sarcenas — Guilletière / Sarcenas — Col de Porte le week-end) | Grenoble — Notre-Dame - Musée (Meylan — Lycée du Grésivaudan - Bachais du lundi au vendredi en période scolaire) ⥋ Sarcenas — Pont du Croz (Sarcenas — Guilletière / Sarcenas — Col de Porte le week-end) | Grenoble — Notre-Dame - Musée (Meylan — Lycée du Grésivaudan - Bachais du lundi au vendredi en période scolaire) ⥋ Sarcenas — Pont du Croz (Sarcenas — Guilletière / Sarcenas — Col de Porte le week-end) | Grenoble — Notre-Dame - Musée (Meylan — Lycée du Grésivaudan - Bachais du lundi au vendredi en période scolaire) ⥋ Sarcenas — Pont du Croz (Sarcenas — Guilletière / Sarcenas — Col de Porte le week-end) | Grenoble — Notre-Dame - Musée (Meylan — Lycée du Grésivaudan - Bachais du lundi au vendredi en période scolaire) ⥋ Sarcenas — Pont du Croz (Sarcenas — Guilletière / Sarcenas — Col de Porte le week-end) |
| 62    | Ouverture / Fermeture 1er septembre 2014 / — | Longueur — | Durée 36 (53) min | Nb. d’arrêts 20 (23) | Matériel Iveco Bus Crossway | Jours de fonctionnement L, Ma, Me, J, V, S, D | Jour / Soir / Nuit / Fêtes O / N / N / O | Voy. / an — | Dépôt Saint-Égrève (VFD) |
| 62    | Desserte : - Villes et lieux desservis : Grenoble (Musée de Grenoble, Musée Archéologique St-Laurent, Groupe scolaire Porte St-Laurent), La Tronche (Mairie, Hauts de La Tronche), Corenc (Hauts de Corenc, Col de Vence), Le Sappey-en-Chartreuse (Mairie, École, Bibliothèque) et Sarcenas (Village, Mairie, Pont du Croz, Col de Porte) - Stations et gares desservies : Notre Dame - Musée (B). | | | | | | | | |
| 62    | Autre : - Arrêts non accessibles aux UFR : Tous, sauf Jules Flandrin, Notre-Dame - Musée, Xavier Jouvin, Saint-Laurent, Petite Tronche, Bastille et Le Sappey-en-Chartreuse Place. - Amplitudes horaires : La ligne fonctionne du lundi au vendredi de 7 h 10 à 20 h et les samedis, dimanches et fêtes de 8 h 10 à 18 h environ. - Particularités : - La ligne fonctionne sur réservation les week-ends toute la journée. - Sur les services réguliers, les vélos sont autorisés en soute sous réserve de place. - En semaine à certains services la ligne est prolongée au lycée du Grésivaudan et a pour terminus le Col de Porte le week-end. - Date de dernière mise à jour : 17 septembre 2020. | | | | | | | | |
| 62    | Dernière actualisation : — | | | | | | | | |
| 63    | Saint-Égrève — Gare ⥋ Mont-Saint-Martin — Chemin de Namière | Saint-Égrève — Gare ⥋ Mont-Saint-Martin — Chemin de Namière | Saint-Égrève — Gare ⥋ Mont-Saint-Martin — Chemin de Namière | Saint-Égrève — Gare ⥋ Mont-Saint-Martin — Chemin de Namière | Saint-Égrève — Gare ⥋ Mont-Saint-Martin — Chemin de Namière | Saint-Égrève — Gare ⥋ Mont-Saint-Martin — Chemin de Namière | Saint-Égrève — Gare ⥋ Mont-Saint-Martin — Chemin de Namière | Saint-Égrève — Gare ⥋ Mont-Saint-Martin — Chemin de Namière | Saint-Égrève — Gare ⥋ Mont-Saint-Martin — Chemin de Namière |
| 63    | Ouverture / Fermeture 1er septembre 2014 / — | Longueur — | Durée 21 min | Nb. d’arrêts 9 | Matériel Taxi | Jours de fonctionnement L, Ma, Me, J, V, S | Jour / Soir / Nuit / Fêtes O / N / N / N | Voy. / an — | Exploitant Variable selon les services |
| 63    | Desserte : - Villes et lieux desservis : Saint-Égrève, Le Fontanil-Cornillon (Stade, Mairie) et Mont-Saint-Martin (Mairie) - Stations et gares desservies : Rafour (E), Karben (E) et Gare de Saint-Égrève-Saint-Robert. | | | | | | | | |
| 63    | Autre : - Arrêts non accessibles aux UFR : Chemin de Namière, Colavière, Fochaire, La Rivoire, Le Fontanil Cimetière, Le Fontanil Mairie et Rafour. - Amplitudes horaires : La ligne fonctionne du lundi au samedi à raison de deux départs par sens, un le matin et un le soir, et par jour. - Particularités : La ligne fonctionne sur réservation uniquement. - Date de dernière mise à jour : 29 juillet 2017. | | | | | | | | |
| 63    | Dernière actualisation : — | | | | | | | | |
| 64    | Le Pont-de-Claix — L'Étoile ⥋ Le Pont-de-Claix — ZI des Îles | Le Pont-de-Claix — L'Étoile ⥋ Le Pont-de-Claix — ZI des Îles | Le Pont-de-Claix — L'Étoile ⥋ Le Pont-de-Claix — ZI des Îles | Le Pont-de-Claix — L'Étoile ⥋ Le Pont-de-Claix — ZI des Îles | Le Pont-de-Claix — L'Étoile ⥋ Le Pont-de-Claix — ZI des Îles | Le Pont-de-Claix — L'Étoile ⥋ Le Pont-de-Claix — ZI des Îles | Le Pont-de-Claix — L'Étoile ⥋ Le Pont-de-Claix — ZI des Îles | Le Pont-de-Claix — L'Étoile ⥋ Le Pont-de-Claix — ZI des Îles | Le Pont-de-Claix — L'Étoile ⥋ Le Pont-de-Claix — ZI des Îles |
| 64    | Ouverture / Fermeture 29 août 2016 / — | Longueur — | Durée 5 min | Nb. d’arrêts 4 | Matériel Minibus | Jours de fonctionnement L, Ma, Me, J, V, S | Jour / Soir / Nuit / Fêtes O / N / N / O | Voy. / an — | Dépôt Pont-de-Claix (Perraud) |
| 64    | Desserte : - Villes et lieux desservis : Le Pont-de-Claix (Flottibule, Histo Bus dauphinios, ZI des Îles) - Stations et gares desservies : Pont-de-Claix - L'Étoile (A). | | | | | | | | |
| 64    | Autre : - Arrêt non accessible aux UFR : Aucun. - Amplitudes horaires : La ligne fonctionne du lundi au vendredi à raison de quatre allers-retours par jour aux heures de pointe ; aucun service n'est assuré durant les vacances scolaires. - Date de dernière mise à jour : 4 janvier 2023. | | | | | | | | |
| 64    | Dernière actualisation : — | | | | | | | | |
| 65    | Grenoble — Grand'Place ⥋ Vizille — Le Péage (Vizille — Chantefeuille à certains services) | Grenoble — Grand'Place ⥋ Vizille — Le Péage (Vizille — Chantefeuille à certains services) | Grenoble — Grand'Place ⥋ Vizille — Le Péage (Vizille — Chantefeuille à certains services) | Grenoble — Grand'Place ⥋ Vizille — Le Péage (Vizille — Chantefeuille à certains services) | Grenoble — Grand'Place ⥋ Vizille — Le Péage (Vizille — Chantefeuille à certains services) | Grenoble — Grand'Place ⥋ Vizille — Le Péage (Vizille — Chantefeuille à certains services) | Grenoble — Grand'Place ⥋ Vizille — Le Péage (Vizille — Chantefeuille à certains services) | Grenoble — Grand'Place ⥋ Vizille — Le Péage (Vizille — Chantefeuille à certains services) | Grenoble — Grand'Place ⥋ Vizille — Le Péage (Vizille — Chantefeuille à certains services) |
| 65    | Ouverture / Fermeture 1er septembre 2014 / — | Longueur — | Durée 43 (33) min | Nb. d’arrêts 25 (16) | Matériel Crossway Minibus | Jours de fonctionnement L, Ma, Me, J, V, S | Jour / Soir / Nuit / Fêtes O / N / N / N | Voy. / an — | Dépôt Vif (Keolis Porte des Alpes) |
| 65    | Desserte : - Villes et lieux desservis : Grenoble (Patinoire Pôle Sud), Eybens (L'Odyssée Amphithéâtre, Mairie, Collège des Saules), Brié-et-Angonnes (École, Église, Mairie) et Vizille (Chantefeuille, musée de la Révolution française, Lycée, le Péage-de-Vizille) - Stations et gares desservies : Grand'Place (A) et Pôle Sud - Alpexpo (A). | | | | | | | | |
| 65    | Autre : - Arrêts non accessibles aux UFR : François Quesnay, Les Javaux', Souveyron, Le Coin, Les Métraux, L'Olympe, Mont Rolland, Brié Église, L'Alliance, Vizille Lycée et Le Péage. - Amplitudes horaires : La ligne fonctionne du lundi au vendredi de 6 h 30 à 19 h 30 et le samedi de 8 h à 18 h 30 environ. - Particularités : - La ligne fonctionne sur réservation en semaine durant les vacances scolaires et le samedi toute la journée. - Du lundi au vendredi en période scolaire, certains services scolaires passent par les hameaux de Brié-et-Angonnes, d'autres sont limités à Chantefeuille. - Date de dernière mise à jour : 22 janvier 2024.                                     | | | | | | | | |
| 65    | Dernière actualisation : — | | | | | | | | |
| 66    | Échirolles — Gare ⥋ Jarrie — Clos Jouvin | Échirolles — Gare ⥋ Jarrie — Clos Jouvin | Échirolles — Gare ⥋ Jarrie — Clos Jouvin | Échirolles — Gare ⥋ Jarrie — Clos Jouvin | Échirolles — Gare ⥋ Jarrie — Clos Jouvin | Échirolles — Gare ⥋ Jarrie — Clos Jouvin | Échirolles — Gare ⥋ Jarrie — Clos Jouvin | Échirolles — Gare ⥋ Jarrie — Clos Jouvin | Échirolles — Gare ⥋ Jarrie — Clos Jouvin |
| 66    | Ouverture / Fermeture 1er septembre 2014 / — | Longueur — | Durée 27 min | Nb. d’arrêts 16 | Matériel Crossway | Jours de fonctionnement L, Ma, Me, J, V, S | Jour / Soir / Nuit / Fêtes O / N / N / N | Voy. / an — | Dépôt Vif (Keolis Porte des Alpes) |
| 66    | Desserte : - Villes et lieux desservis : Échirolles (Gare, ZI Sud Galaxie, Collège Louis Lumière, Clinique des Cèdres, Mairie, Gymnase Lionel Terray), Champagnier (Place du Laca) et Jarrie (Stade, Établissements scolaires, Cimetière, Mairie, Salle A. Malraux et Collège du Clos Jouvin) - Stations et gares desservies : Gare d'Échirolles, Échirolles Gare (A), La Rampe - Centre-ville (A), Marie Curie (A) et Denis Papin (A). | | | | | | | | |
| 66    | Autre : - Arrêts non accessibles aux UFR : Place du Laca, Le Plâtre, Les Thévenets, Les Simianes, Les Chaberts, Maupertuis, Les Charbonnaux, Le Vernet - Croix et Clos Jouvin. - Amplitudes horaires : La ligne fonctionne du lundi au vendredi de 6 h 50 à 19 h 45 et le samedi à partir de 7 h 20 environ. - Particularités : La ligne fonctionne sur réservation à certaines heures en semaine et le samedi toute la journée. - Date de dernière mise à jour : 22 janvier 2024. | | | | | | | | |
| 66    | Dernière actualisation : — | | | | | | | | |
| 67    | Grenoble — Grand'Place (Eybens — Collège des Saules à certains services en semaine) ⥋ Herbeys — Le Bourg | Grenoble — Grand'Place (Eybens — Collège des Saules à certains services en semaine) ⥋ Herbeys — Le Bourg                                                                                                  | Grenoble — Grand'Place (Eybens — Collège des Saules à certains services en semaine) ⥋ Herbeys — Le Bourg                                                                                                  | Grenoble — Grand'Place (Eybens — Collège des Saules à certains services en semaine) ⥋ Herbeys — Le Bourg                                                                                                  | Grenoble — Grand'Place (Eybens — Collège des Saules à certains services en semaine) ⥋ Herbeys — Le Bourg                                                                                                  | Grenoble — Grand'Place (Eybens — Collège des Saules à certains services en semaine) ⥋ Herbeys — Le Bourg                                                                                                  | Grenoble — Grand'Place (Eybens — Collège des Saules à certains services en semaine) ⥋ Herbeys — Le Bourg                                                                                                  | Grenoble — Grand'Place (Eybens — Collège des Saules à certains services en semaine) ⥋ Herbeys — Le Bourg                                                                                                  | Grenoble — Grand'Place (Eybens — Collège des Saules à certains services en semaine) ⥋ Herbeys — Le Bourg                                                                                                  |
| 67    | Ouverture / Fermeture 1er septembre 2014 / — | Longueur — | Durée 20 (26) min | Nb. d’arrêts 14 (15) | Matériel MD9 LE | Jours de fonctionnement L, Ma, Me, J, V, S | Jour / Soir / Nuit / Fêtes O / N / N / N | Voy. / an — | Dépôt Vif (Keolis Porte des Alpes) |
| 67    | Desserte : - Villes et lieux desservis : Grenoble (Patinoire Pôle Sud), Eybens (L'Odyssée Amphithéâtre, Mairie, Collège des Saules), Brié-et-Angonnes (Cimetière des Angonnes) et Herbeys (Le Bourg, Mairie) - Stations et gares desservies : Grand'Place (A) et Pôle Sud - Alpexpo (A). | | | | | | | | |
| 67    | Autre : - Arrêts non accessibles aux UFR : Le Bourg, Le Chollet, Beaulieu, Les Javaux et François Quesnay. - Amplitudes horaires : La ligne fonctionne du lundi au vendredi de 7 h 10 à 19 h 40 et le samedi jusqu'à 19 h 20 environ. - Particularités : La ligne fonctionne sur réservation le samedi toute la journée. En semaine en période scolaire, la ligne est prolongée au Collège des Saules. - Date de dernière mise à jour : 22 janvier 2024. | | | | | | | | |
| 67    | Dernière actualisation : — | | | | | | | | |
| 68    | Échirolles — La Rampe Centre-ville (Échirolles — Marie Curie à certains services en semaine) ⥋ Eybens — Le Verderet | Échirolles — La Rampe Centre-ville (Échirolles — Marie Curie à certains services en semaine) ⥋ Eybens — Le Verderet                                                                                       | Échirolles — La Rampe Centre-ville (Échirolles — Marie Curie à certains services en semaine) ⥋ Eybens — Le Verderet                                                                                       | Échirolles — La Rampe Centre-ville (Échirolles — Marie Curie à certains services en semaine) ⥋ Eybens — Le Verderet                                                                                       | Échirolles — La Rampe Centre-ville (Échirolles — Marie Curie à certains services en semaine) ⥋ Eybens — Le Verderet                                                                                       | Échirolles — La Rampe Centre-ville (Échirolles — Marie Curie à certains services en semaine) ⥋ Eybens — Le Verderet                                                                                       | Échirolles — La Rampe Centre-ville (Échirolles — Marie Curie à certains services en semaine) ⥋ Eybens — Le Verderet                                                                                       | Échirolles — La Rampe Centre-ville (Échirolles — Marie Curie à certains services en semaine) ⥋ Eybens — Le Verderet                                                                                       | Échirolles — La Rampe Centre-ville (Échirolles — Marie Curie à certains services en semaine) ⥋ Eybens — Le Verderet                                                                                       |
| 68    | Ouverture / Fermeture 1er septembre 2014 / — | Longueur — | Durée 15 (18) min | Nb. d’arrêts 13 (14) | Matériel Minibus | Jours de fonctionnement L, Ma, Me, J, V, S | Jour / Soir / Nuit / Fêtes O / N / N / N | Voy. / an — | Dépôt Vif (Keolis Porte des Alpes) |
| 68    | Desserte : - Villes et lieux desservis : Échirolles (Centre-ville, Commanderie, Hôpital Sud), Bresson (Mairie) et Eybens (Mairie) - Stations et gares desservies : Marie Curie (A) et La Rampe Centre-ville (A). | | | | | | | | |
| 68    | Autre : - Arrêts non accessibles aux UFR : Le Crêt vers Eybens, Bresson Mairie, Les Vignes vers Échirolles. - Amplitudes horaires : La ligne fonctionne du lundi au vendredi de 7 h 0 à 18 h 33 et le samedi de 7 h 8 à 18 h 17 environ. - Particularités : - L'arrêt du lycée Marie-Curie n'est desservi qu'à certaines heures du lundi au vendredi. - La ligne fonctionne sur réservation en semaine à certaines heures et le samedi toute la journée. - Date de dernière mise à jour : 22 janvier 2024. | | | | | | | | |
| 68    | Dernière actualisation : — | | | | | | | | |

### Lignes 70 à 79
| Ligne | Caractéristiques | Caractéristiques | Caractéristiques | Caractéristiques | Caractéristiques | Caractéristiques | Caractéristiques | Caractéristiques | Caractéristiques |
| 70    | Montchaboud — Le Village ⥋ Champ-sur-Drac — ZA La Plaine | Montchaboud — Le Village ⥋ Champ-sur-Drac — ZA La Plaine                                                                    | Montchaboud — Le Village ⥋ Champ-sur-Drac — ZA La Plaine                                                                    | Montchaboud — Le Village ⥋ Champ-sur-Drac — ZA La Plaine                                                                    | Montchaboud — Le Village ⥋ Champ-sur-Drac — ZA La Plaine                                                                    | Montchaboud — Le Village ⥋ Champ-sur-Drac — ZA La Plaine                                                                    | Montchaboud — Le Village ⥋ Champ-sur-Drac — ZA La Plaine                                                                    | Montchaboud — Le Village ⥋ Champ-sur-Drac — ZA La Plaine                                                                    | Montchaboud — Le Village ⥋ Champ-sur-Drac — ZA La Plaine                                                                    |
| ----- | --- | --- | --- | --- | --- | --- | --- | --- | --- |
| 70    | Ouverture / Fermeture 4 septembre 2017 / — | Longueur — | Durée 36 min | Nb. d’arrêts 19 | Matériel Crossway LE 10,8 m                                                                                                 | Jours de fonctionnement L, Ma, Me, J, V, S                                                                                  | Jour / Soir / Nuit / Fêtes O / N / N / N                                                                                    | Voy. / an — | Dépôt Jarrie (Perraud) |
| 70    | Desserte : - Villes et lieux desservis : Montchaboud (Mairie), Vizille (P+R Chantefeuille, Collège des Mattons, Zones commerciales Cornage et des Forges, Poste, Place du Château (château, parc et musée de la Révolution française), Lycée Polyvalent et Zone commerciale Messidor), Jarrie (Gare) et Champ-sur-Drac (Musée Autrefois, Espace culturel Navarre, Mairie, Salle É. Zola, Établissements scolaires, Plan d'eau, Complexe sportif et Zone artisanale La Plaine). - Stations et gares desservies : Gare de Jarrie - Vizille                                                                                           | | | | | | | | |
| 70    | Autre : - Arrêts non accessibles aux UFR : Le Village, Écoles Joliot-Curie, Collège Les Mattons, Camping, Vénaria, L'Alliance, Parc Vöhringen, Les Forges, Place du Château, Jarrie Gare, Pont de Champ, Espace Navarre, Léo Lagrange, Zola-Mairie, Le Pavillon, Marcel Paul, La Melle et ZA La Plaine - Amplitudes horaires : La ligne fonctionne du lundi au vendredi de 6 h 30 à 19 h 55 et le samedi de 8 h 10 à 18 h 55 environ. - Particularités : La ligne fonctionne sur réservation en semaine en heures creuses, les samedis et vacances scolaires toute la journée. - Date de dernière mise à jour : 17 septembre 2020. | | | | | | | | |
| 70    | Dernière actualisation : — | | | | | | | | |
| 71    | Champagnier — Place du Laca ⥋ Jarrie — Gare | Champagnier — Place du Laca ⥋ Jarrie — Gare                                                                                 | Champagnier — Place du Laca ⥋ Jarrie — Gare                                                                                 | Champagnier — Place du Laca ⥋ Jarrie — Gare                                                                                 | Champagnier — Place du Laca ⥋ Jarrie — Gare                                                                                 | Champagnier — Place du Laca ⥋ Jarrie — Gare                                                                                 | Champagnier — Place du Laca ⥋ Jarrie — Gare                                                                                 | Champagnier — Place du Laca ⥋ Jarrie — Gare                                                                                 | Champagnier — Place du Laca ⥋ Jarrie — Gare                                                                                 |
| 71    | Ouverture / Fermeture 4 septembre 2017 / — | Longueur — | Durée 15 min | Nb. d’arrêts 10 | Matériel Minibus Taxi | Jours de fonctionnement L, Ma, Me, J, V                                                                                     | Jour / Soir / Nuit / Fêtes O / N / N / N                                                                                    | Voy. / an — | Exploitant Variable selon les services                                                                                      |
| 71    | Desserte : - Villes et lieux desservis : Champagnier (Place du Laca) et Jarrie (Stade, Établissements scolaires, Cimetière, Mairie, Salle A. Malraux, Collège du Clos Jouvin et Gare) - Stations et gares desservies : Gare de Jarrie - Vizille | | | | | | | | |
| 71    | Autre : - Arrêts non accessibles aux UFR : Tous. - Amplitudes horaires : La ligne fonctionne du lundi au vendredi à raison de deux allers le matin et trois retours le soir. - Particularités : La ligne fonctionne sur réservation exclusivement. - Date de dernière mise à jour : 17 septembre 2020. | | | | | | | | |
| 71    | Dernière actualisation : — | | | | | | | | |
| 72    | Notre-Dame-de-Mésage / Saint-Pierre-de-Mésage (desserte sans trajet prédéfini) ⥋ Vizille — Chantefeuille / Place du Château | Notre-Dame-de-Mésage / Saint-Pierre-de-Mésage (desserte sans trajet prédéfini) ⥋ Vizille — Chantefeuille / Place du Château | Notre-Dame-de-Mésage / Saint-Pierre-de-Mésage (desserte sans trajet prédéfini) ⥋ Vizille — Chantefeuille / Place du Château | Notre-Dame-de-Mésage / Saint-Pierre-de-Mésage (desserte sans trajet prédéfini) ⥋ Vizille — Chantefeuille / Place du Château | Notre-Dame-de-Mésage / Saint-Pierre-de-Mésage (desserte sans trajet prédéfini) ⥋ Vizille — Chantefeuille / Place du Château | Notre-Dame-de-Mésage / Saint-Pierre-de-Mésage (desserte sans trajet prédéfini) ⥋ Vizille — Chantefeuille / Place du Château | Notre-Dame-de-Mésage / Saint-Pierre-de-Mésage (desserte sans trajet prédéfini) ⥋ Vizille — Chantefeuille / Place du Château | Notre-Dame-de-Mésage / Saint-Pierre-de-Mésage (desserte sans trajet prédéfini) ⥋ Vizille — Chantefeuille / Place du Château | Notre-Dame-de-Mésage / Saint-Pierre-de-Mésage (desserte sans trajet prédéfini) ⥋ Vizille — Chantefeuille / Place du Château |
| 72    | Ouverture / Fermeture 18 juin 2018 / — | Longueur — | Durée — | Nb. d’arrêts 25 | Matériel Minibus | Jours de fonctionnement L, Ma, Me, J, V, S                                                                                  | Jour / Soir / Nuit / Fêtes O / N / N / N                                                                                    | Voy. / an — | Exploitant Variable selon les services                                                                                      |
| 72    | Desserte : - Villes et lieux desservis : Notre-Dame-de-Mésage, Saint-Pierre-de-Mésage et Vizille - Stations et gares desservies : Aucune. | | | | | | | | |
| 72    | Autre : - Arrêts non accessibles aux UFR : NC - Amplitudes horaires : La ligne fonctionne du lundi au vendredi de 7 h 5 à 18 h 50 environ et le samedi à raison de deux allers-retours par jour. - Particularités : La ligne fonctionne sur réservation exclusivement et sans itinéraire fixe : l'utilisateur doit réserver au départ ou à l'arrivée d'un des deux arrêts de Vizille vers ou depuis un des arrêts des deux communes desservies. - Modifications en septembre 2021 : Le service ChronoPro devient la ligne 72. - Date de dernière mise à jour : 26 août 2021.                                                       | | | | | | | | |
| 72    | Dernière actualisation : — | | | | | | | | |
| 73    | Vif — Mairie ⥋ Notre-Dame-de-Commiers — Le Village | Vif — Mairie ⥋ Notre-Dame-de-Commiers — Le Village                                                                          | Vif — Mairie ⥋ Notre-Dame-de-Commiers — Le Village                                                                          | Vif — Mairie ⥋ Notre-Dame-de-Commiers — Le Village                                                                          | Vif — Mairie ⥋ Notre-Dame-de-Commiers — Le Village                                                                          | Vif — Mairie ⥋ Notre-Dame-de-Commiers — Le Village                                                                          | Vif — Mairie ⥋ Notre-Dame-de-Commiers — Le Village                                                                          | Vif — Mairie ⥋ Notre-Dame-de-Commiers — Le Village                                                                          | Vif — Mairie ⥋ Notre-Dame-de-Commiers — Le Village                                                                          |
| 73    | Ouverture / Fermeture 3 janvier 2022 / — | Longueur — | Durée — | Nb. d’arrêts 13 (16) | Matériel — | Jours de fonctionnement L, Ma, Me, J, V                                                                                     | Jour / Soir / Nuit / Fêtes O / N / N / N                                                                                    | Voy. / an — | Dépôt Vif (Keolis Porte des Alpes-Grindler)                                                                                 |
| 73    | Desserte : - Villes et lieux desservis : Vif (Mairie, Collège Le Masségu, Gare), Saint-Georges-de-Commiers (Gare), Notre-Dame-de-Commiers (Église, Mairie). - Stations et gares desservies : Gare de Vif, Gare de Saint-Georges-de-Commiers | | | | | | | | |
| 73    | Autre : - Arrêts non accessibles aux UFR : N.C. - Amplitudes horaires : La ligne fonctionne du lundi au vendredi de 7 h 55 à 18 h 5 - Particularités : La ligne Flexo 73 est une ancienne ligne Sacado pour le collège Le Masségu. Sur certains arrêt, l'arrêt Le Moulin est desservi après le terminus Notre-Dame-de-Commiers Le Village pour des raisons de sécurité. - Date de dernière mise à jour : 3 janvier 2023. | | | | | | | | |
| 73    | Dernière actualisation : — | | | | | | | | |